# Cambogia ai Giochi della XVIII Olimpiade
La Cambogia partecipò ai Giochi della XVIII Olimpiade, svoltisi a Tokyo dal 10 al 24 ottobre 1964, con una delegazione di 13 atleti impegnati in tre discipline: ciclismo, pugilato e vela.
Fu la seconda partecipazione della Cambogia ai Giochi Olimpici e la delegazione fu la più numerosa mai inviata da questo paese nella sua storia olimpica. Non furono conquistate medaglie.

## Partecipanti

### Ciclismo
- Ret Chhon
- Khem Son
- Van Son
- Yi Yuong
- Tan Thol
- Tim Phivana

### Pugilato
- Ek Sam An
- Khiru Soeun
- You Chin Hong
- Touch Nol

### Vela
- Touch Kim Sy
- An Dandara
- Kim Tal